# Cécile Coulon
Cécile Coulon (Saint-Saturnin, 13 de junho de 1990), é uma escritora, romancista e poeta francesa.

## Biografia
Aos 16 anos, escreveu seu primeiro romance intitulado Le Voleur de vie, publicado pela editora francesa Revoir.
Fez bacharelado em Cinema e continuou seus estudos cursando o equivalente a Letras.
Em 2012, recebeu seu primeiro prêmio literário: o Prêmio Mauvais Genbre, criado pela rádio  France Culture e pela revista Le Nouvel Observateur, com o seu romance Le roi n'a pas sommeil, lançado pela editora Viviane Hamy. 
Em 2015, a autora lançou o romance Le Cœur du pélican e seu livro Le Rire du grand blessé, de 2013, foi selecionado entre os indicados do Prix Littéraire des jeunes Européens (Prêmio Literário Jovem Europeu, promovido pela rede francesa de faculdades INSEEC). Em 2016, Cécile, que também dedica-se à corrida, preparou sua tese de mestrado com o título Le sport et le corps dans la littérature française contemporaine (O esporte e o corpo na literatura francesa contemporânea). 
Com seu  sexto romance Trois saisons d'orage, de 2017, ganhou o Prix des Libraires (Prêmio dos livreiros).
Seu primeiro livro de poesia, Les Ronces, foi ganhador do Prêmio Apollinaire de 2018 (conceituado prêmio de poesia da França criado em 1941), assim como o Prix de Révélation de Poésie (Prêmio de Revelação em Poesia) da Société des gens de lettres de France (tradicional associação fundada em 1838 por, entre outros, Balzac). A jovem poeta foi considerada como "uma das novas vozes mais promissoras da literatura francesa".
Em 2019 ganhou o Prix Littéraire du Monde (do jornal Le Monde) com seu sétimo romance, Une Bête au paradis, publicado pelo selo L'Iconoclaste. 

## No Brasil
No ano de 2022 a editora independente gaúcha Isto Edições publicou no Brasil seu livro Les Ronces em edição bilíngue, com o título de Espinhos, traduzido por Diego Grando.

## Obras
Na França:
Romances:
- Le Voleur de vie (2007)
- Méfiez-vous des enfants sages (2010)
- Le roi n’a pas sommeil (2012)
- Le Rire du grand blessé (2013)
- Le Cœur du pélican (2015)
- Trois saisons d’orage (2017)
- Une bête au paradis (2019)
- Seule en sa demeure (2021)
- La langue des choses cachées (2024)

Conto:
- Sauvages (2008)

Poesia:
- Les Ronces (2018)
- Noir Volcan (2020)
- En l’absence du capitaine (2022)

No Brasil:
- Espinhos (Les ronces). Poesia. Isto Edições, 2022. 224 páginas. Tradução de Diego Grando. (ISBN 9786584935013)